# Jarki Horvatićevi
Jarki Horvatićevi falu Horvátországban, Varasd megyében. Közigazgatásilag Varasdfürdőhöz tartozik.

## Fekvése
Varasdtól 13 km-re délkeletre, községközpontjától 3 km-re északkeletre a hegyek között fekszik.

## Története
1857-ben 86, 1910-ben 141 lakosa volt. 1920-ig  Varasd vármegye Novi Marof-i járásához tartozott, majd a Szerb-Horvát Királyság része lett. 2001-ben a falunak 25 háza és 61 lakosa volt.

## Külső hivatkozások
- Varasdfürdő hivatalos oldala